# Dinastia Qajar
La dinastia Qajar (o Cagiari o dinastia Qagiar; durante il loro regno lo stato era chiamato "Stato Sublime di Persia") regnò in Persia dal 1794 al 1925. Fu fondata da Muḥammad Khān Qājār, che sconfisse e uccise l'ultimo sovrano Zand nel 1794.

## Storia

### Origini
I Qajar erano una tribù turco-azera residente nell'Azerbaigian persiano, e furono una delle tribù Kizilbash (teste rosse) che seguirono i Safavidi alla conquista della Persia. Alla morte di Karim Khan Zand nel 1779 seguì un periodo di lotte per il potere alle quali partecipò anche Agha Muhammad Khan, capo dei Qajar. Egli sconfisse tutti i rivali, compreso l'ultimo Zand, Lotf Ali Khan, e portò tutta la Persia sotto il suo controllo. Fu formalmente incoronato scià nel 1796, stabilì la capitale a Teheran, un villaggio nei pressi delle rovine di Rey, l'odierna Shahr-i Rey, quindi lanciò una campagna militare per riaffermare la sua sovranità sui territori persiani del Caucaso. Morì assassinato nel 1797 e gli succedette il nipote Fath Ali Shah.

### Fath ʿAli Shah
La politica russa di espansione nel Caucaso portò fatalmente l'Impero degli zar a scontrarsi con la Persia. Fath Ali Shah subì diverse pesanti sconfitte militari che lo costrinsero, con il trattato del Golestan del 1813, a riconoscere la sovranità russa sulla Georgia e a cedere i territori sul versante settentrionale del Caucaso. La guerra riprese negli anni 1820 e si risolse in una completa umiliazione per l'Iran, che con il trattato di Turkmanchay del 1828 perse tutti i territori a nord del fiume Aras, compresi Armenia e Azerbaigian.
Durante il regno di Fath ʿAli divennero più frequenti i contatti con le potenze europee che iniziarono le loro contese diplomatiche sull'Iran. Muhammad Shah, che succedette al nonno nel 1834, istigato dai russi cercò inutilmente di prendere Herat per due volte. Alla sua morte (1848), il Trono del Pavone passò al figlio Nasser al-Din, che si dimostrò senza dubbio il più capace dei sovrani Qajar.

### Nasser ad-Din

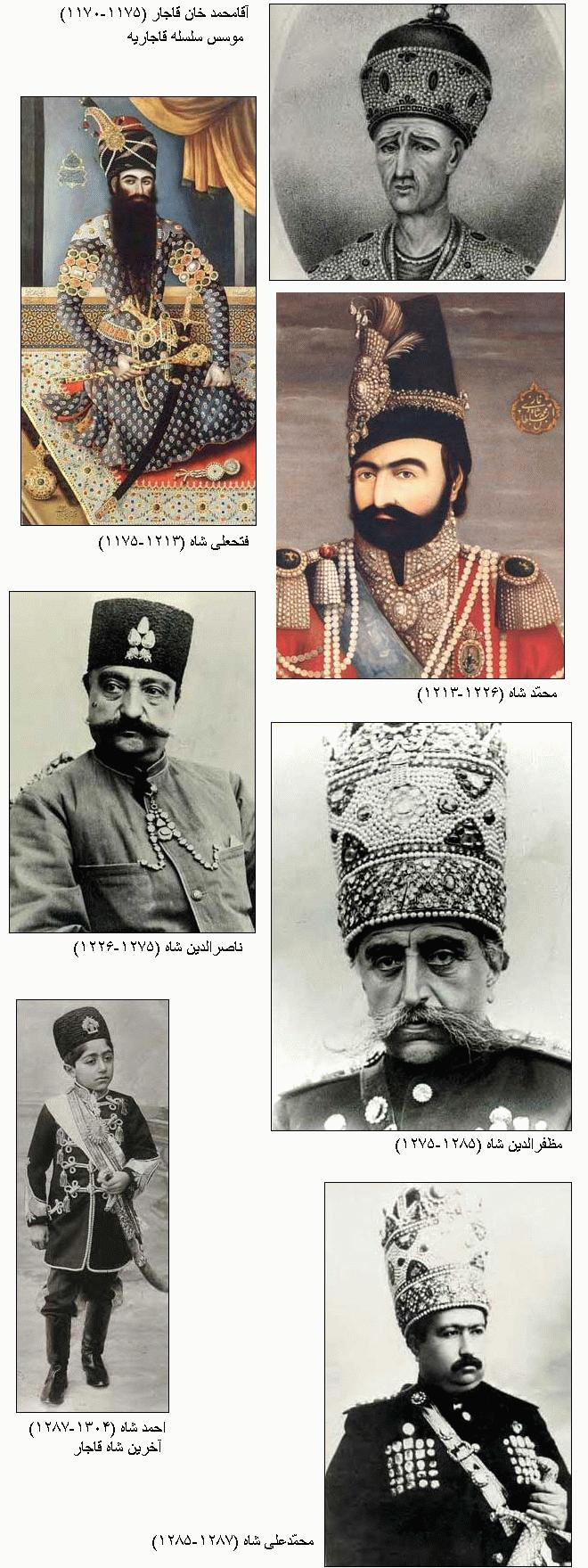
Gli Scià Qajar

Nasser al-Din iniziò il suo regno all'insegna delle riforme di modernizzazione ma si fece col tempo sempre più conservatore e tradizionalista.
Quando il giovane Nasser al-Din salì al trono, l'Iran era virtualmente in bancarotta, il governo centrale era debole e le province erano praticamente autonome.
Con l'aiuto e i consigli del primo ministro Mirza Taghi Khan, lo scià avviò importanti riforme in tutti i settori della società. Le spese statali furono drasticamente ridotte, e vennero separate le spese della corte da quelle pubbliche.
Gli strumenti dell'amministrazione centrale furono migliorati e il primo ministro divenne responsabile per tutti i settori della burocrazia.

### La rivoluzione costituzionale
Alla morte di Nasser al-Din la corona passò al figlio Mozaffar ad-Din Shah, che si rivelò debole e inefficiente. Le esorbitanti spese della sua corte gravavano sulle finanze pubbliche, mentre venivano attribuite altre concessioni alle potenze europee in cambio di pagamenti personali allo scià e ai suoi funzionari. Cresceva al contempo la rabbia degli iraniani, che chiesero allora una Costituzione che definisse i poteri del sovrano e l'istituzione di un'assemblea elettiva (Majlis), e riuscirono a ottenerle dopo varie manifestazioni di protesta. Lo scià firmò la Costituzione, che garantiva, con molte limitazioni, la libertà di parola, di stampa e di associazione, il 30 dicembre 1906, cinque giorni prima della sua morte. Con la Rivoluzione Costituzionale l'Iran usciva dal suo Medioevo, sebbene le speranze ad essa legate venissero presto deluse.
Il nuovo sovrano, Mohammad Ali Shah, cercò subito di abolire la costituzione, e con l'aiuto della Russia fece bombardare nel giugno 1908 il palazzo della Majlis e proclamò la legge marziale. La popolazione insorse immediatamente a Tabriz, Esfahan, Rasht e altrove; nel 1909, nonostante l'intervento di truppe russe, le forze costituzionali marciarono su Tehran e costrinsero lo scià ad abdicare in favore del giovane figlio e ad andare in esilio in Russia.
Le speranze di riguadagnare al Paese un'effettiva indipendenza si rivelarono però vane, perché i governi russo e britannico giunsero a un accordo nel 1907 che delimitava le proprie sfere d'influenza in Iran: il nord alla Russia, il Golfo Persico e l'est alla Gran Bretagna, libertà di competizione nella sfera neutrale centrale. Quando, nel 1911, l'esperto americano William Morgan Shuster, incaricato dal parlamento iraniano di riorganizzare le finanze del Paese, inviò ispettori tributari nella zona russa, lo zar rispose con due ultimatum che intimavano la rimozione di Shuster. Al rifiuto della Majlis, truppe russe invasero la Persia settentrionale e occuparono la capitale; in dicembre la Majlis fu sciolta e fu formato un direttorio completamente subalterno alla volontà della Russia.

## La caduta della dinastia
L'ultimo Qajar, Ahmad Shah, salito al trono a 11 anni dopo l'abdicazione forzata del padre, non ebbe le qualità necessarie a preservare la propria dinastia. Dopo il colpo di Stato di Reza Khan nel 1921, Ahmad Shah fu formalmente deposto dalla Majlis nel 1925 mentre si trovava in Europa. Morì il 21 febbraio 1930 in Francia.
La famiglia imperiale Qajar in esilio è attualmente guidata dal discendente maggiore di Mohammad Ali Shah, Sultan Mohammad Ali Mirza Qajar, mentre l'erede presunto al trono Qajar è Mohammad Hassan Mirza II, nipote di Mohammad Hassan Mirza, fratello del sultano Ahmad Shah ed erede. Mohammad Hassan Mirza morì in Inghilterra nel 1943, dopo essersi autoproclamato scià in esilio nel 1930 dopo la morte del fratello in Francia.
Oggi i discendenti dei Qajar spesso si identificano come tali e tengono riunioni per rimanere socialmente informati attraverso la Kadjar (Qajar) Family Association, spesso in coincidenza con le conferenze e gli incontri annuali dell'International Qajar Studies Association (IQSA). La Kadjar (Qajar) Family Association è stata fondata per la terza volta nel 2000. Due precedenti associazioni familiari sono state interrotte a causa di pressioni politiche. Gli uffici e gli archivi di IQSA sono ospitati presso il Museo Internazionale di Storia Familiare di Eijsden.

## Lista dei sovrani Qajar
- Agha Muhammad Khan Qajar (1781-1797)
- Fath Ali Shah (1797-1834)
- Muhammad Shah Qajar (1834-1848)
- Nasser al-Din Shah Qajar (1848-1896)
- Mozaffar al-Din Shah (1896-1907)
- Mohammad ʿAli Shah (1907-1909)
- Ahmad Shah Qajar (1909-1925)

### Dinastia Qajar dal 1925
Capi della famiglia imperiale Qajar
La guida della Famiglia Imperiale è ereditata dal discendente primogenito maschio di Mohammad Ali Shah.
- Ahmad Shah Qajar (1925–1930)
- Fereydoun Mirza (1930–1975)
- Sultan Hamid Mirza (1975–1988)
- Sultan Mahmoud Mirza (1988)
- Sultan Ali Mirza Qajar (1988–2011)
- Sultan Mohammad Ali Mirza (2011–present)

Eredi presunti della dinastia Qajar
L'erede presunto è l'erede Qajar al trono persiano.
- Sultan Ahmad Shah Qajar (1925–1930)
- Mohammad Hassan Mirza (1930–1943)
- Fereydoun Mirza (1943–1975)
- Sultan Hamid Mirza (1975–1988)
- Mohammad Hassan Mirza II (1988–)

## Genealogia compatta
La genealogia riporta esclusivamente la linea diretta dei sovrani. I Qajar usavano sposare molte mogli, tuttavia viene riportata solo la consorte principale madre del principe successore. Il tasso di endogamia era elevato e le stesse leggi di successione stabilivano che il trono si trasmettesse ai soli figli nati da principesse della tribù dei Qajar.
- Amir Fath ʿAli Bahadur Khan-e Qajar Quyunlu (Astarabad, 1686 - 11 ottobre 1726), luogotenente del regno (1722), Ilkhan della tribù dei Qajar; sp. circa 1715, Amina Begum, alias Khayr al-Nisaʾ Khanum figlia di Hussain Quli Agha-e Qajar, già moglie di Shāh Sulṭān Ḥussain, Scià di Persia e del quale si vuole fosse incinta di Muhammad Hassan
  - Nawab Sultan Muhammad Hassan Bahadur Khan-e Qajar Quyunlu (circa 1715 - Astarabad 1758); sp. 1739, Jayram Begum, alias Fatima Khanum, figlia di Iskandar Khan-e Qajar Quyunlu
    - Agha Muhammad Khan Qajar (14 marzo 1742 - Shusha, Azerbaigian 17 giugno 1797), Scià di Persia (1781-1797); sp. 1799 Agha Bajji, già moglie dei fratelli. Non ebbe discendenza in quanto castrato da Adil Shah Afshar nel 1748
    - Hussain Quli Khan-e Qajar Quyunlu (1749 - Fandarask, 22 marzo 1777); sp. 1769, la cugina Agha Bajji, figlia di Muhammad Agha Khan-e Qajar Izz ud-dinlu
      - Fath Ali Shah (Damghan, 5 settembre 1772 - Esfahan, 23 ottobre 1834), Scià di Persia (1797-1834), ebbe almeno 158 moglie ufficiali e 260 tra figli e figlie. Tra le altre sposò a Mazandaran nel 1782 come prima moglie Aisha Khanum-e Qajar Devehlu, figlia di Fath ʿAli Khan-e Qajar Devehlu
        - ʿAbbas Mirza (Nava, Mazandaran, 26 agosto 1789 - Mashhad, 25 ottobre 1833), proclamato principe ereditario nel 1799; sp. Tehran, 1803, la cugina Aisha Khanum, figlia di Amir Mirza Muhammad Khan-e Qajar Devehlu
          - Muhammad Shah (Tabriz, 5 gennaio 1808 - Tehran, 5 settembre 1848), Scià di Persia (1834-1848); sp. Malika Jahan Khanum - Mahd-i'Ulya, nipote di Fath Ali Shah (1805 - Tehran, 2 giugno 1873)
            - Nasser al-Din Shah (Kuhnamir, 17 luglio 1831 - Tehran, 1º maggio 1896), Scià di Persia (1848-1896); sp. Shokuh al-Sultana (1838 - Tehran, maggio 1892), figlia del principe Fathu'llah Mirza, nipote di Fath Ali Shah
              - Mozaffar ad-Din Shah (Tehran, 25 marzo 1853 - Teheran, 7 gennaio 1907), Scià di Persia (1896-1907); sp. 1867 Taj al-Mulouk Khanoum Umm al-Khakan figlia di Mirza Muhammad Taqi Khan-e Farahani, primo ministro, e della principessa Ezzat Al Dawla Malikzada Khanoum, a sua volta figlia di Muhammad Shah
                - Mohammad ʿAli Shah (Tabriz, 21 giugno 1872 - San Remo, 5 aprile 1924), Scià di Persia (1907-1909); sp. Malika-i-Jahan Khanum, figlia del principe Kamran Mirza
                  - Ahmad Shah (Tabriz, 21 gennaio 1898 - Neuilly-sur-Seine, 27 febbraio 1930), Scià di Persia (1909-1925)
                  - Mohammad Hassan Mirza (Tabriz, 20 febbraio 1899 - Maidenhead, Berkshire, 7 gennaio 1943), proclamato principe ereditario nel 1909, reggente (24 marzo 1924 - 31 ottobre 1925), Scià in esilio (1930-1943)

## Parentele illustri
- Mohammad Mossadeq, primo ministro dell'Iran, figlio di una principessa cagiara e marito di una nipote di Nasser al-Din Shah.
- Amir-Abbas Hoveyda, primo ministro dell'Iran, discendente di Mohammad Shah Qajar da parte di madre.
- Abdol Hossein Sardari, politico iraniano, discendente di Mohammad Shah Qajar da parte di madre.
- Ali Amini, primo ministro dell'Iran, figlio di una figlia di Mozaffar al-Din Shah Qajar.
- Turan Amirsoleimani, terza moglie di Reza Shah Pahlavi.
- Esmat Dowlatshahi, quarta moglie di Reza Shah Pahlavi, discendente di Abbas Mirza Qajar e Mohammad Ali Mirza Qajar, figlio di Fath Ali Shah Qajar